# Федеральный закон № 32-ФЗ 2022 года
Федеральный закон от 4 марта 2022 года № 32-ФЗ «О внесении изменений в Уголовный кодекс Российской Федерации и статьи 31 и 151 Уголовно-процессуального кодекса Российской Федерации» (в СМИ известен как «Закон о фейках» или «Закон о военной цензуре») — федеральный закон, устанавливающий уголовную ответственность за «распространение заведомо ложной информации об использовании ВС РФ». Закон был внесён на рассмотрение в Госдуму в мае 2018 года и после первого чтения был отправлен на доработку, после чего не обсуждался. В марте 2022 года на фоне антивоенных протестов в России после российского вторжения на Украину был за два дня единогласно принят депутатами Госдумы, рассмотрен на заседании Совета Федерации, подписан президентом Владимиром Путиным и опубликован.
В то время как официальные представители власти положительно оценивают закон и характеризуют его как необходимый в условиях «развёрнутой против России беспрецедентной информационной войны», независимые эксперты отмечают его «размытость» и несоответствие Конституции РФ. Согласно ей, в стране запрещается цензура и наказание за выражение личного мнения, а журналисты имеют право самостоятельно выбирать источники и проверять достоверность информации. При этом «обтекаемые» формулировки в данном законе позволяют криминализовать любое антивоенное высказывание или действие.
За полгода с момента вступления в силу по закону о фейках были возбуждены свыше 80 уголовных и 3500 административных дел, фигурантами которых стали как политические активисты и журналисты, так и обычные граждане России.
В результате принятия закона произошло фактическое уничтожение независимой журналистики в России, все независимые издания были либо закрыты, либо заблокированы по требованию Генпрокуратуры или Роскомнадзора, либо перевели свои редакции за границу.

## История принятия
Законопроект «О внесении изменений в Уголовный кодекс Российской Федерации и статьи 31 и 151 Уголовно-процессуального кодекса Российской Федерации (в части установления уголовной ответственности за действия, направленные на дискредитацию использования Вооруженных Сил РФ, за распространение заведомо ложной информации об использовании Вооруженных Сил РФ)» составили и 14 мая 2018 года внесли на рассмотрение в Госдуму депутаты Вячеслав Володин (ЕР), Геннадий Зюганов (КПРФ), Владимир Жириновский (ЛДПР), Сергей Неверов (ЕР), Сергей Миронов (СР), Иван Мельников (КПРФ), Александр Жуков (ЕР), Андрей Исаев (ЕР), Пётр Толстой (ЕР) и член Совета Федерации Валентина Матвиенко (ЕР). Пройдя первое чтение, законопроект был отправлен на доработку.
С началом вторжения России на Украину Роскомнадзор обязал все российские СМИ при освещении новостей о войне (которую в России называют «специальной военной операцией», «СВО») пользоваться только официальными источниками, фактически сведя к ним только заявления Министерства обороны. На фоне многочисленных антивоенных акций ведомство также запретило называть войну «нападением, вторжением либо объявлением войны» и пригрозило блокировкой всем изданиям, которые публикуют «не соответствующие действительности материалы».
3 марта 2022 года законопроект был предложен ко второму чтению по инициативе авторов, а уже 4 марта был единогласно принят во втором чтении, рассмотрен на заседании Совета Федерации, подписан президентом и опубликован. 22 марта 2022 года были приняты поправки, криминализующие также распространение «фейков» о действиях за рубежом не только ВС РФ, но и других ведомств — посольств, прокуратуры, Росгвардии, МЧС и др. Авторы второго пакета поправок — первый вице-спикер Совета федерации Андрей Турчак (ЕР), глава конституционного комитета Совфеда Андрей Клишас (ЕР), глава думского комитета по безопасности Василий Пискарёв (ЕР) и первый зампред комитета Госдумы по госстроительству Ирина Панькина (ЕР).
С момента вступления в силу закона граждане задерживались из-за одного лишь упоминания слова «война» вместо официального «СВО». В то же время Владимир Путин в декабре 2022 года назвал происходящее войной.

## Основные положения
Статья 1
Внести в Уголовный кодекс Российской Федерации (Собрание законодательства Российской Федерации, 1996, № 25, ст. 2954) следующие изменения:
1) дополнить статьей 2073 следующего содержания:
«Статья 2073. Публичное распространение заведомо ложной информации об использовании Вооруженных Сил Российской Федерации
1. Публичное распространение под видом достоверных сообщений заведомо ложной информации, содержащей данные об использовании Вооруженных Сил Российской Федерации в целях защиты интересов Российской Федерации и её граждан, поддержания международного мира и безопасности, -
наказывается штрафом в размере от семисот тысяч до полутора миллионов рублей или в размере заработной платы или иного дохода осужденного за период от одного года до восемнадцати месяцев, либо исправительными работами на срок до одного года, либо принудительными работами на срок до трех лет, либо лишением свободы на тот же срок.
2. То же деяние, совершенное:
а) лицом с использованием своего служебного положения;
б) группой лиц, группой лиц по предварительному сговору или организованной группой;
в) с искусственным созданием доказательств обвинения;
г) из корыстных побуждений;
д) по мотивам политической, идеологической, расовой, национальной или религиозной ненависти или вражды либо по мотивам ненависти или вражды в отношении какой-либо социальной группы, -
наказывается штрафом в размере от трех миллионов до пяти миллионов рублей или в размере заработной платы или иного дохода осужденного за период от трех до пяти лет, либо принудительными работами на срок до пяти лет с лишением права занимать определённые должности или заниматься определённой деятельностью на срок до пяти лет, либо лишением свободы на срок от пяти до десяти лет с лишением права занимать определённые должности или заниматься определённой деятельностью на срок до пяти лет.
3. Деяния, предусмотренные частями первой и второй настоящей статьи, если они повлекли тяжкие последствия, -
наказываются лишением свободы на срок от десяти до пятнадцати лет с лишением права занимать определённые должности или заниматься определённой деятельностью на срок до пяти лет.»;
2) дополнить статьей 2803 следующего содержания:
«Статья 2803. Публичные действия, направленные на дискредитацию использования Вооруженных Сил Российской Федерации в целях защиты интересов Российской Федерации и её граждан, поддержания международного мира и безопасности
1. Публичные действия, направленные на дискредитацию использования Вооруженных Сил Российской Федерации в целях защиты интересов Российской Федерации и её граждан, поддержания международного мира и безопасности, в том числе публичные призывы к воспрепятствованию использования Вооруженных Сил Российской Федерации в указанных целях, совершенные лицом после его привлечения к административной ответственности за аналогичное деяние в течение одного года, -
наказываются штрафом в размере от ста тысяч до трехсот тысяч рублей или в размере заработной платы или иного дохода осужденного за период от одного года до двух лет, либо принудительными работами на срок до трех лет, либо арестом на срок от четырёх до шести месяцев, либо лишением свободы на срок до трех лет с лишением права занимать определённые должности или заниматься определённой деятельностью на тот же срок.
2. Публичные действия, направленные на дискредитацию использования Вооруженных Сил Российской Федерации в целях защиты интересов Российской Федерации и её граждан, поддержания международного мира и безопасности, в том числе публичные призывы к воспрепятствованию использования Вооруженных Сил Российской Федерации в указанных целях, повлекшие смерть по неосторожности и (или) причинение вреда здоровью граждан, имуществу, массовые нарушения общественного порядка и (или) общественной безопасности либо создавшие помехи функционированию или прекращение функционирования объектов жизнеобеспечения, транспортной или социальной инфраструктуры, кредитных организаций, объектов энергетики, промышленности или связи, -
наказываются штрафом в размере от трехсот тысяч до одного миллиона рублей или в размере заработной платы или иного дохода осужденного за период от трех до пяти лет либо лишением свободы на срок до пяти лет с лишением права занимать определённые должности или заниматься определённой деятельностью на тот же срок.»;
3) главу 29 дополнить статьей 2842 следующего содержания:
«Статья 2842. Призывы к введению мер ограничительного характера в отношении Российской Федерации, граждан Российской Федерации или российских юридических лиц
Призывы к осуществлению иностранным государством, государственным объединением и (или) союзом и (или) государственным (межгосударственным) учреждением иностранного государства или государственного объединения и (или) союза мер ограничительного характера, выражающихся во введении или в продлении политических или экономических санкций в отношении Российской Федерации, граждан Российской Федерации либо российских юридических лиц, совершенные гражданином Российской Федерации после его привлечения к административной ответственности за аналогичное деяние в течение одного года, -
наказываются штрафом в размере до пятисот тысяч рублей или в размере заработной платы или иного дохода осужденного за период до трех лет, либо ограничением свободы на срок до трех лет, либо принудительными работами на срок до трех лет, либо арестом на срок до шести месяцев, либо лишением свободы на срок до трех лет со штрафом в размере до двухсот тысяч рублей или в размере заработной платы или иного дохода осужденного за период до одного года либо без такового.».
Статья 2
Внести в Уголовно-процессуальный кодекс Российской Федерации (Собрание законодательства Российской Федерации, 2001, № 52, ст. 4921; 2002, № 22, ст. 2027; № 30, ст. 3020, 3029; № 44, ст. 4298; 2003, № 27, ст. 2700, 2706; № 50, ст. 4847; 2004, № 27, ст. 2711; 2005, № 1, ст. 13; № 23, ст. 2200; 2006, № 28, ст. 2975, 2976; № 31, ст. 3452; 2007, № 1, ст. 46; № 24, ст. 2830, 2833; № 49, ст. 6033; № 50, ст. 6248; 2009, № 1, ст. 29; № 11, ст. 1267; № 44, ст. 5170; № 52, ст. 6422; 2010, № 1, ст. 4; № 15, ст. 1756; № 19, ст. 2284; № 21, ст. 2525; № 27, ст. 3431; № 30, ст. 3986; № 31, ст. 4164, 4193; № 49, ст. 6412; 2011, № 1, ст. 16, 45; № 15, ст. 2039; № 23, ст. 3259; № 30, ст. 4598, 4605; № 45, ст. 6322, 6334; № 48, ст. 6730; № 50, ст. 7361, 7362; 2012, № 10, ст. 1162, 1166; № 24, ст. 3071; № 30, ст. 4172; № 31, ст. 4330, 4331; № 47, ст. 6401; № 49, ст. 6752; № 53, ст. 7637; 2013, № 26, ст. 3207; № 27, ст. 3442, 3478; № 30, ст. 4031, 4050, 4078; № 44, ст. 5641; № 51, ст. 6685; № 52, ст. 6945; 2014, № 6, ст. 556; № 19, ст. 2303, 2310, 2333, 2335; № 23, ст. 2927; № 26, ст. 3385; № 30, ст. 4219, 4259, 4278; № 48, ст. 6651; 2015, № 1, ст. 81, 83, 85; № 6, ст. 885; № 10, ст. 1417; № 21, ст. 2981; № 29, ст. 4354, 4391; 2016, № 1, ст. 61; № 14, ст. 1908; № 18, ст. 2515; № 26, ст. 3868; № 27, ст. 4256, 4257, 4258, 4262; № 28, ст. 4559; № 48, ст. 6732; № 52, ст. 7485; 2017, № 15, ст. 2135; № 24, ст. 3484, 3489; № 31, ст. 4743, 4752, 4799; № 52, ст. 7935; 2018, № 1, ст. 51, 53, 85; № 18, ст. 2569, 2584; № 27, ст. 3940; № 31, ст. 4818; № 47, ст. 7134; № 53, ст. 8435, 8446, 8456; 2019, № 14, ст. 1459; № 30, ст. 4108, 4111; № 44, ст. 6175; № 52, ст. 7818; 2020, № 8, ст. 919; № 14, ст. 2030; № 15, ст. 2235; № 42, ст. 6515; № 44, ст. 6894; № 50, ст. 8070; 2021, № 9, ст. 1472; № 13, ст. 2135; № 24, ст. 4233; № 27, ст. 5069, 5109, 5113; 2022, № 1, ст. 27) следующие изменения:
1) часть первую статьи 31 после слов "2072 частью первой, " дополнить словами "2073 частью первой, ", после слов "274 частью первой, " дополнить словами «2803 частью первой, 2842,»;
2) в части второй статьи 151:
а) подпункт «а» пункта 1 после цифр «2072,» дополнить цифрами «2073,», после цифр «279,» дополнить цифрами «2803,», после цифр «2841,» дополнить цифрами «2842,»;
б) в пункте 2 цифры «275 — 281» заменить цифрами «275 — 2802, 281»;
в) пункт 3 после цифр «272 — 274,» дополнить цифрами «2803,».
Статья 3
Настоящий Федеральный закон вступает в силу со дня его официального опубликования.
Президент Российской Федерации В.Путин
Москва, Кремль
Согласно статье 207.3 УК РФ, если гражданин России под видом достоверной информации распространяет заведомо ложные сведения о действиях ВС РФ или работе госорганов РФ за пределами страны, ему грозит наказание от штрафа в 700 тыс. рублей до тюремного заключения на три года. При отягчающих обстоятельствах (например, искусственном создании улик или корыстных мотивах) наказание увеличивается: штраф до 3 млн рублей, лишение свободы — до 10 лет. Статья 280.3 УК РФ предусматривает ответственность за дискредитацию ВС РФ, статья 284.2 УК РФ устанавливает наказание в виде лишения свободы на срок до трех лет за призывы к введению санкций против России, граждан России или российских юридических лиц. За распространение фейков, повлекшее тяжкие последствия, предусматривается наказание в виде тюремного срока от 10 до 15 лет.
Одновременно с принятием закона №32-ФЗ аналогичные поправки были внесены в Кодекс Российской Федерации об административных правонарушениях. Как и в случае с законом №32-Ф3, они были внесены в прошедший первое чтение ещё в 2021 году закон об ответственности «за совершение в интересах юридического лица сделок или финансовых операций с имуществом, полученным преступным путем». Согласно статье КоАП 20.3.3, за действия, «направленные на дискредитацию исполнения госорганами РФ своих полномочий за пределами территории РФ», для граждан РФ предусмотрен штраф от 30 тыс. до 50 тыс. рублей, для должностных лиц — от 100 тыс. до 200 тыс. рублей, для юридических лиц — от 300 тыс. до 500 тыс. рублей. Почти в два раза размер штрафа увеличивается для каждой категории, если дискредитирующие ВС РФ заявления сопровождаются призывами к проведению несанкционированных публичных мероприятий или несут угрозу здоровью граждан, общественному порядку, инфраструктурным объектам и т. п. Второе за год привлечение по данной статье рассматривается уже в рамках Уголовного кодекса.

## Оценки

### Положительные
Большинство официальных лиц российской власти оценивает закон положительно. Председатель Государственной думы Вячеслав Володин заявил, что закон вызван необходимостью защитить «солдат, офицеров и правду». Депутат Государственной думы от КПРФ Юрий Синельщиков заявил, что «новый законопроект о фейках направлен прежде всего на то, чтобы не допустить порочащей информации о российских вооружённых силах. […] Есть надежда на то, что эти статьи главным образом будут направлены именно на профилактику унижения армии». Как пояснила в интервью «Российской газете» первый заместитель председателя комитета Госдумы по государственному строительству и законодательству Ирина Панькина, «с началом специальной военной операции в сети активизировались сотни тысяч ботов, <…> развязалась полномасштабная информационная война против нашей страны, президента, Вооруженных сил, которые отстаивают правду и права россиян». По мнению Панькиной, суровые наказания по статьям о фейках и дискредитации ВС имеют своей целью «упредить недопустимые действия» россиян и подать им «сигнал о том, как точно нельзя действовать». Аналогичное мнение высказывает соавтор законопроекта, председатель Совета Федерации Валентина Матвиенко. По словам пресс-секретаря президента Дмитрия Пескова, в Кремле считают закон «жёстким», но соответствующим той информационной войне, которая развёрнута против России.

### Критические
Критическую оценку закону дали правозащитники, работники СМИ, независимые эксперты, представители международного сообщества. Его называют беспрецедентным по жёсткости и характеризуют как образец военной цензуры. Адвокат Михаил Бирюков в комментариях для СМИ объясняет, что сама норма статьи «о фейках» не конституционна, поскольку, согласно Конституции РФ, гражданина нельзя преследовать за выражение собственного мнения. Конституция РФ также запрещает цензуру, а 47-я статья закона о СМИ разрешает журналистам самостоятельно проверять достоверность распространяемой информации, каковой может считаться в том числе свидетельство очевидца.
Правозащитники отмечают, что размытые формулировки закона позволяют привлечь к ответственности за любой антивоенный лозунг или высказывание. Само понятие «дискредитация» не прописано в российском законодательстве и твёрдой формулировки не имеет, что позволяет стороне обвинения вольно его трактовать. Также именно следствие уполномочено определять, было ли распространение какой-либо информации «заведомо ложным», в каких высказываниях содержится «призыв», и т. п. Юристы обращают внимание, что нет чёткой границы между применением статей 207.3 УК и 20.3.3 КоАП, поэтому дела возбуждаются хаотично.

## Правоприменительная практика
По данным BBC и «Агоры», на начало августа 2022 года по статье 207.3 УК РФ было заведено 80 уголовных дел в 36 регионах России, в подавляющем большинстве случаев обвиняемыми стали журналисты, однако круг фигурантов отличается разнообразием — среди них есть пенсионеры, священники, школьник, домохозяйка, сотрудник МЧС, художники и кочегар. С начала марта 2022 года 3500 дел о дискредитации ВС РФ было рассмотрено в суде, прекращены после возбуждения — четыре. Фигурантами половины дел них являются непубличные граждане России, которые ранее не участвовали в каких-либо протестных акциях и впервые заявили об антивоенной позиции в соцсетях или переписке. Часто основанием для возбуждения дела становятся доносы — например, во многих городах России учителя получают штрафы за антивоенные высказывания, о которых в правоохранительные органы докладывают ученики или их родители. За первые шесть месяцев 2022 года Роскомнадзор получил 144,8 тыс. обращений — на 25 % больше, чем в прошлом году. В марте 2022 года 10,3 тыс. жалоб в ведомство было направлено с просьбой «удалить ссылки на ресурсы с проукраинской пропагандой».
Первый в России штраф по статье 20.3.3 КоАП РФ 6 марта 2022 года получил житель Кемерова, разместивший в интернете видео с призывом участвовать в несогласованном митинге против войны на Украине. С 4 по 14 марта было составлено 164 протокола по статье о дискредитации вооружённых сил. По подсчётам ОВД-Инфо, к 22 апреля их число достигло 1258. 6 марта жительницу Красноярска Веру Котову оштрафовали на 30 тыс. рублей за то, что она «нанесла на снегу надпись путем удаления снежного покрова с гранитного основания памятника В. И. Ленину: „Нет войне“».
Первое уголовное дело по статье 207.3 УК РФ за «фейки» об армии было возбуждено 16 марта 2022 в отношении двух жителей ЗАТО Северск. По версии следствия, распространяли заведомо ложную информацию о Вооруженных силах РФ — 63-летняя Марина Новикова вела Telegram-канал. В тот же день было возбуждено уголовное дело в отношении издателя журнала Собака.ru, блогера Вероники Белоцерковской.
18 марта 2022 года по этой статье была впервые избрана мера пресечения в виде заключения под стражу — её применили к бывшему водителю московского главка Сергею Клокову. Клоков, родившийся в Ирпене и некоторое время живший в Буче, в частных телефонных разговорах усомнился в том, что Украиной управляют нацисты и сказал, что Россия занижает число жертв среди своих вооружённых сил. В ходе следствия выяснилось, что телефон Клокова прослушивали ещё с конца 2021 года. Из трёх эпизодов разговора с разными людьми следствие предъявило ему обвинение в публичном распространении заведомо ложной информации. В мае 2023 года Сергея Клокова посадили на 7 лет.
22 марта было возбуждено уголовное дело за «фейки» об армии против журналиста Александра Невзорова, а 22 апреля — против оппозиционного политика и публициста Владимира Кара-Мурзы. В апреле была задержана петербургская художница Александра Скочиленко. Её обвинили по 2 части 207.3 статьи УК РФ за то, что она заменила несколько ценников в магазине на Васильевском острове антивоенными стикерами. Обвинение усматривает в поступке Скочиленко «мотивы политической вражды», текст стикеров не разглашается. Художнице грозило до 10 лет тюрьмы, 16 ноября 2023 года она была приговорена к 7 годам колонии общего режима.
29 апреля 2022 года стало известно о возбуждении уголовного дела по ч. 1 ст. 207.3 УК РФ в отношении покинувшей Россию Нины Беляевой, депутата Семилукского райсовета Воронежской области. Основанием для возбуждения уголовного дела стала запись с депутатской сессии 22 марта 2022 года, где Беляева, отвечая на вопросы коллег, назвала происходящее на Украине военным преступлением и призвала вывести оттуда российские войска.
8 июня 2022 года уголовное дело «о фейках» возбудили против священника Иоанна Курмоярова за фразу «убитые в Украине российские военные попадут в ад, а не в рай». «В раю оказываются „блаженны миротворцы“, „миротворцы“, понимаете, в чём проблема? А те, кто развязал агрессию — не будут они в раю», — сказал священник. Лингвисты, которые проверяли слова священника, пришли к заключению, что в его словах содержится заведомо ложная информация о действиях ВС РФ. 7 июня у Курмоярова прошёл обыск, его отправили в СИЗО.
Первым случаем присуждения реального тюремного срока по статье УК РФ 207.3 стал случай Алексея Горинова. 8 июля 2022 года муниципальный депутат Горинов был осужден на 7 лет лишения свободы за то, что «называл войну войной». Коллега Горинова, глава совета депутатов Красносельского округа Елена Котеночкина, была осуждена и заочно арестована за антивоенные высказывания, которые сделала вместе с Гориновым на заседании депутатов 15 марта.
12 июля 2022 года СК России возбудил уголовное дело против Ильи Яшина по пункту «д» части 2 статьи 207.3 УК за прямой эфир с рассказом о Буче. На момент заведения дела Яшин находился в СИЗО по протоколу о неповиновении полиции, который получил на прогулке.
22 июля 2022 года по личному указанию главы Следственного комитета России Александра Бастрыкина было возбуждено уголовное дело в отношение муниципального депутата горсовета Новосибирска Хельги Пироговой за сообщение в Twitter'е о том, что «ни один нормальный человек» не воспримет спокойно смерть своего родственника и не будет радоваться хорошо организованным похоронам. Пирогова была вынуждена покинуть Россию.
На концерте 18 мая 2022 года лидер группы ДДТ Юрий Шевчук сказал со сцены, что «Родина — это не жопа президента, чтобы её мусолить, целовать… Родина — это бабушка нищая на вокзале, продающая картошку». Шевчука признали виновным в дискредитации ВС РФ по статье 20.3.3 КоАП и оштрафовали на 50 тыс. рублей. В мотивировочной части решения судья Юлия Егорова объяснила приговор тем, что «Шевчук призывает зрителей давать оценку событиям, происходящим на Украине, побуждает сомневаться относительно целей нахождения Вооруженных сил РФ при осуществлении СВО, подменяя и компрометируя цели и задачи использования ВС. При этом необязательно озвучивать слова „вооруженные силы“, „армия“».
24 августа 2022 года арестовали бывшего мэра Екатеринбурга Евгения Ройзмана, ему вменяют дискредитацию ВС РФ за фразу «вторжение в Украину», произнесённую на Youtube-канале политика. Дело было возбуждено по статье 280.3 УК РФ, Ройзману грозило до 3 лет тюрьмы, 19 мая 2023 года он был приговорен к штрафу в 260 тысяч рублей.
18 октября 2022 года вторым человеком, получившим наказание в виде реального лишения свободы по статье 207.3 УК, стал житель Элисты Алтан Очиров, приговорённый к трём годам лишения свободы.
9 декабря 2022 года третьим человеком, получившим наказание в виде реального лишения свободы по статье 207.3 УК, стал Илья Яшин, который был приговорён к 8,5 годам лишения свободы.
22 декабря 2022 года суд приговорил к трём годам колонии жителя Вологды 61-летнего кочегара Владимира Румянцева по статье 207.3 УК.
В марте 2023 года петербуржца Олега Белоусов осудили на 5,5 лет колонии, заявление на него написал участник группы в социальной сети «Вконтакте», где Белоусов и оставил осуждающие российскую агрессию сообщения.
7 сентября 2023 года суд в Абакане приговорил журналиста Михаила Афанасьева к 5,5 годам колонии по статье 207.3 УК «с использованием служебного положения» за статью об 11 служащих Росгвардии из Хакасии, отказавшихся воевать на Украине, опубликованную 4 апреля 2022 года; издание «Новый фокус», единственным учредителем которого был Афанасьев, в результате ареста журналиста прекратило работу вследствие ликвидации компании по запросу налоговой службы, так как Афанасьев не мог подавать отчётность, находясь в следственном изоляторе. На момент публикации статьи, из-за которой было возбуждено уголовное дело, статья 207.3 УК охраняла деятельность за границей только военнослужащих Вооружённых сил России, а не Росгвардии — соответствующие поправки были внесены 5 апреля 2022 года.
По информации «Коммерсанта» за 2022 год по статье о «фейках», касающихся ВС РФ, осудили 14 человек, из них двоих — на реальные сроки. За первое полугодие 2023 года — 21 человека, из них восьмерых приговорили к реальным срокам, троих — к условным. По уголовной статье о повторной «дискредитации» армии  в 2022 году осудили трех человек, а в 2023 году — 15 человек, двое из них получили реальные сроки. Вместе с тем сократилось количество административных дел о дискредитации ВС РФ с 2953 в пером полугодии 2022 года до 1690 протоколов за тот же период 2023 года.
По сообщению председателя СК Александра Бастрыкина со времени появления в УК статьи о «фейках» про российскую армию, к январю 2024 по ней было возбуждено 273 (в 2023 — 90) уголовных дела, в суд отправлено 134 дела в отношении 136 человек. По статье «дискредитация» ВС РФ возбуждено 81 уголовное дело, в суд направлено 44 дела в отношении 45 человек.
12 ноября 2024 года 67-летняя врач Надежда Буянова была осуждена на 5,5 лет колонии за слова о бывшем муже жительницы Москвы Анастасии Акиньшиной, военнослужащем Антоне Сеславинским, который погиб в 2023 году в ходе вторжения России на Украину. По словам Акиньшиной, Буянова назвала её бывшего мужа «законной целью Украины». Никаких доказательств того, что Буянова говорила это Акиньшиной нет.
К марту 2025 года, по информации главы СК Александра Бастрыкина, было возбуждено более 600 уголовных дел о распространении фейков и дискредитации Вооруженных сил. По статье о фейках об армии в 2024 году было возбуждено 141 уголовное дело (всего с момента введения уголовной ответственности за их распространение — 444). По статье о дискредитации Вооруженных сил РФ  в 2024 году возбуждено 72 уголовных дела, всего — 171.  

## Позиция Конституционного суда РФ
30 мая 2023 года Конституционный Суд РФ принял 13 практически одинаковых определений, которыми отклонил жалобы граждан на неконституционность статьи 20.3.3 Кодекса об административных правонарушениях о «дискредитации использования Вооружённых Сил». В частности, Конституционный Суд РФ указал, что «Принятые государственными органами Российской Федерации соответствующие решения и меры не могут быть произвольно, исключительно на основе субъективной оценки и восприятия поставлены под сомнение с точки зрения их направленности на защиту интересов Российской Федерации и её граждан, поддержания международного мира и безопасности. Тем более что это означало бы — вопреки прямым и общеобязательным предписаниям Конституции Российской Федерации — отрицание правового характера Российской Федерации, верховенства её Конституции и обязанности соблюдать её предписания, что в силу Конституции Российской Федерации недопустимо… Публичные же действия, в том числе выступления и высказывания, целенаправленно несущие в себе негативную оценку деятельности по защите интересов Российской Федерации и её граждан, поддержанию международного мира и безопасности, могут, особенно с учётом их накопительного эффекта, оказывать негативное воздействие на реализацию соответствующих мер и решений, снижать решительность и эффективность выполнения Вооружёнными Силами Российской Федерации и другими государственными органами поставленных задач, мотивированность военнослужащих и иных непосредственно участвующих в этом лиц и тем самым фактически — даже не преследуя непосредственно именно такой цели — содействовать силам, противостоящим интересам Российской Федерации и её граждан, препятствующим поддержанию международного мира и безопасности».
15 апреля 2025 года в Конституционный Суд Российской Федерации в связи с делом Алексея Горинова была подана жалоба на нарушение статьёй 207-3 УК РФ конституционных прав и свобод граждан. Определением от 29 мая 2025 года Конституционный суд отказал в рассмотрении этой жалобы, указав, что «не ставится этими законоположениями под сомнение и возможность выражать собственное мнение по поводу деятельности Вооруженных Сил Российской Федерации, лиц, им содействующих, и государственных органов Российской Федерации, в том числе указывать на наличие недостатков, если это не сопряжено с умышленным распространением ложных сведений (недостоверной информации)».

## Влияние на СМИ
По официальным данным, с 24 февраля до начала августа 2022 года в России было заблокировано свыше 138 тыс. сайтов и веб-страниц, которые, по мнению прокуратуры и Роскомнадзора, содержали призывы к экстремизму и терроризму, а также фейковые новости.
Главной «жертвой» закона о фейках и дискредитации стали независимые СМИ, а также видеоблоггеры с большими аудиториями. Сложившуюся после принятия закона ситуацию на медиаполе России называют полным разгромом независимой журналистики. Полностью остановили работу радиостанция «Эхо Москвы», Znak.com, телеканал «Дождь», ТВ-2; прекратили работу в России американские Bloomberg, CNN, CBS, ABC, британский BBC, испанское EFE.
«Новая газета», «Сноб», The Bell, Colta.ru, It’s My City приняли решение прекратить освещение событий на Украине, чтобы обезопасить своих сотрудников от угрозы уголовного преследования. Русская служба BBC, Deutsche Welle, Радио «Свобода», «Настоящее время», The Village и «Бумага» перевезли редакции и продолжили работать из-за границы. По жалобам Роскомнадзора были заблокированы «Медуза», Радио Свобода, Голос Америки, RFI, «Тайга. Инфо», The New Times, «Троицкий вариант», Republic, 7х7, «Голос Кубани», «Псковская губерния», «Звезда»[какая?], «Лентачел», «Засекин», DOXA, и многие другие. Ведущие крупных ютуб-каналов «Максим Кац» и «Объектив» Максим Кац и Анастасия Брюханова также стали фигурантами уголовных дел о «фейках».

## Закон о конфискации имущества
31 января 2024 года Госдума приняла во втором и третьем чтениях закон о возможности конфискации имущества за фейки об армии (ст. 207.3, была введена в УК в марте 2022 года) и призывы против безопасности страны (ст. 280.4, введена в УК в июле 2022 года). Закон был принят единогласно, «за» проголосовали 377 депутатов, фракция «Новые люди» воздержалась.
14 февраля 2023 года президент РФ Владимир Путин подписал закон, уточняющий пункты о конфискации имущества в УК и УПК РФ. Поправки предполагают изъятие имущества (деньги, ценности и др.), приобретённого в результате совершения преступлений по ст. 207.3 (распространение фейков об армии) и ст. 280.4 (публичные призывы к осуществлению деятельности, направленной против безопасности государства). Конфискация осуществляется, если преступление совершено из корыстных побуждений.  Данный закон не имеет обратной силы.

## Комментарии
1. ↑  Аналогичный закон был принят в Белоруссии на фоне протестов 2020-2021 годов[2][3].
2. ↑  Владимир Жириновский с 26 февраля 2022 года был подключен к аппарату ИВЛ и находился в медикаментозной коме.